# Donald Fagen
Donald Jay Fagen (født 10. januar 1948 i Passiac, New Jersey) er en amerikansk musiker. Han er bedst kendt som vokalisten og pianisten i gruppen Steely Dan, som han er medstifter af sammen med guitaristen og bassisten, Walter Becker. I Steely Dans 13-årige pause lavede han blandt andet soundtracks til forskellige film og skrev for det amerikanske blad Premiere Magazine.
Han har desuden udgivet disse soloalbums:
- The Nightfly fra 1982
- Kamakiriad fra 1993
- Morph The Cat fra 2006.
- Sunken Condos fra 2012.

samt
- The Nightfly Trilogy fra 2007, bestående af materialet fra de tre første soloalbums samt ekstramateriale.